# Abertura
Abertura – gmina w Hiszpanii, w prowincji Cáceres, w Estramadurze, o powierzchni 62,71 km². W 2011 roku gmina liczyła 432 mieszkańców.